# Barbacana Cracoviei

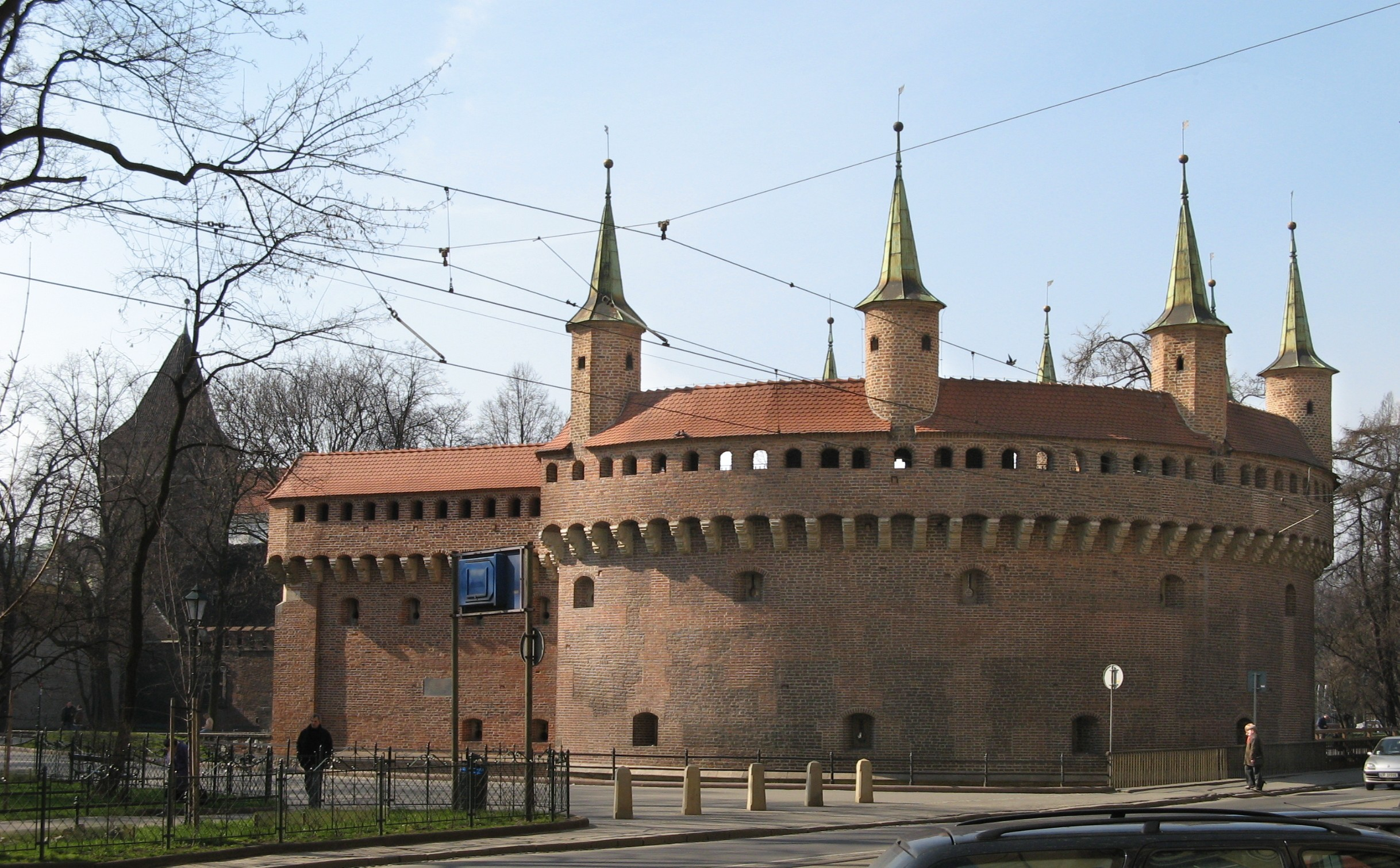
Turnul de pază al Cracoviei

Barbacana Cracoviei (în poloneză barbakan krakowski) este un avanpost fortificat, cândva conectat la zidurile cetății. 
Este o poarta istorică de acces care duce în Orașul vechi. Turnul de pază al Cracoviei este unul dintre puținele vestigii rămase din rețeaua complexă de fortificații și bariere defensive care au înconjurat cândva orașul regal din Cracovia, în sudul Poloniei. În zilele noastre servește ca atracție turistică și loc de întâlnire pentru o varietate de expoziții.

## Istoric
Turnul de pază (barbacana) construit în stil gotic în jurul anului 1498 este unul din doar trei astfel de avanposturi fortificate care mai există în Europa, fiind cel mai bine conservat. Are o structură cilindrică din cărămidă, înconjurată de șanțuri, cu o curte interioară cu diametrul de 24,4 metri, și șapte turnulețe. Zidurile sale de 3 metri grosime au 130 de ambrazuri și o serie de guri de aruncare. Turnul de pază a fost inițial legat de zidurile orașului printr-un pasaj acoperit, care conducea prin Poarta Florian și servea ca punct de control pentru toți cei care intrau în oraș. Pe zidul estic, o tabletă comemorează fapta unui cetățean al Cracoviei, Marcin Oracewicz, care în timpul Confederației din Bar a apărat orașul împotriva rușilor și l-a împușcat pe colonelul rus Panin. Cu fortăreața sa circulară este capodopera ingineriei militare medievale, care a fost adăugat la fortificațiile orașului de-a lungul traseului de încoronarea din secolul al XV-lea.

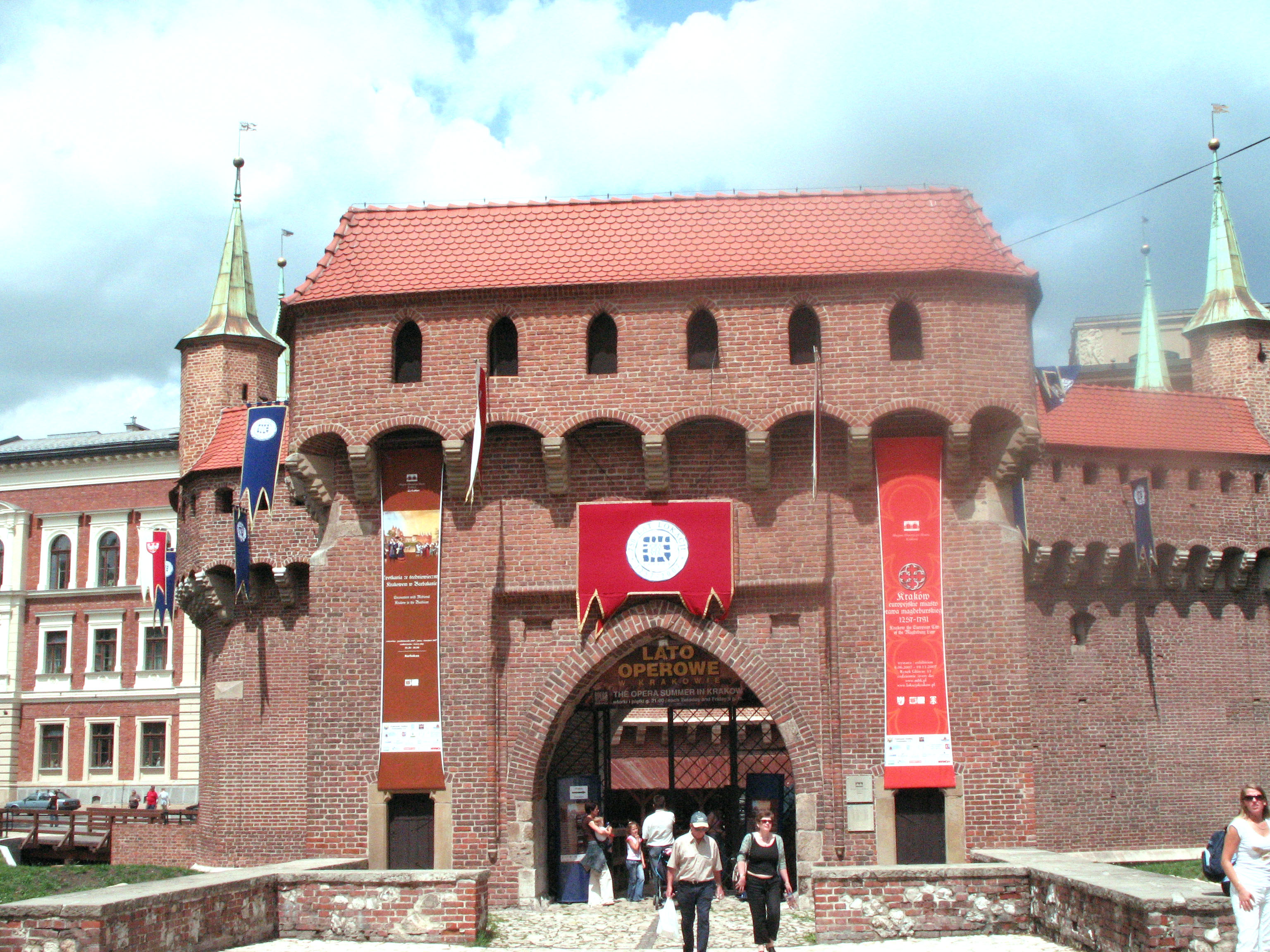
Intrarea.
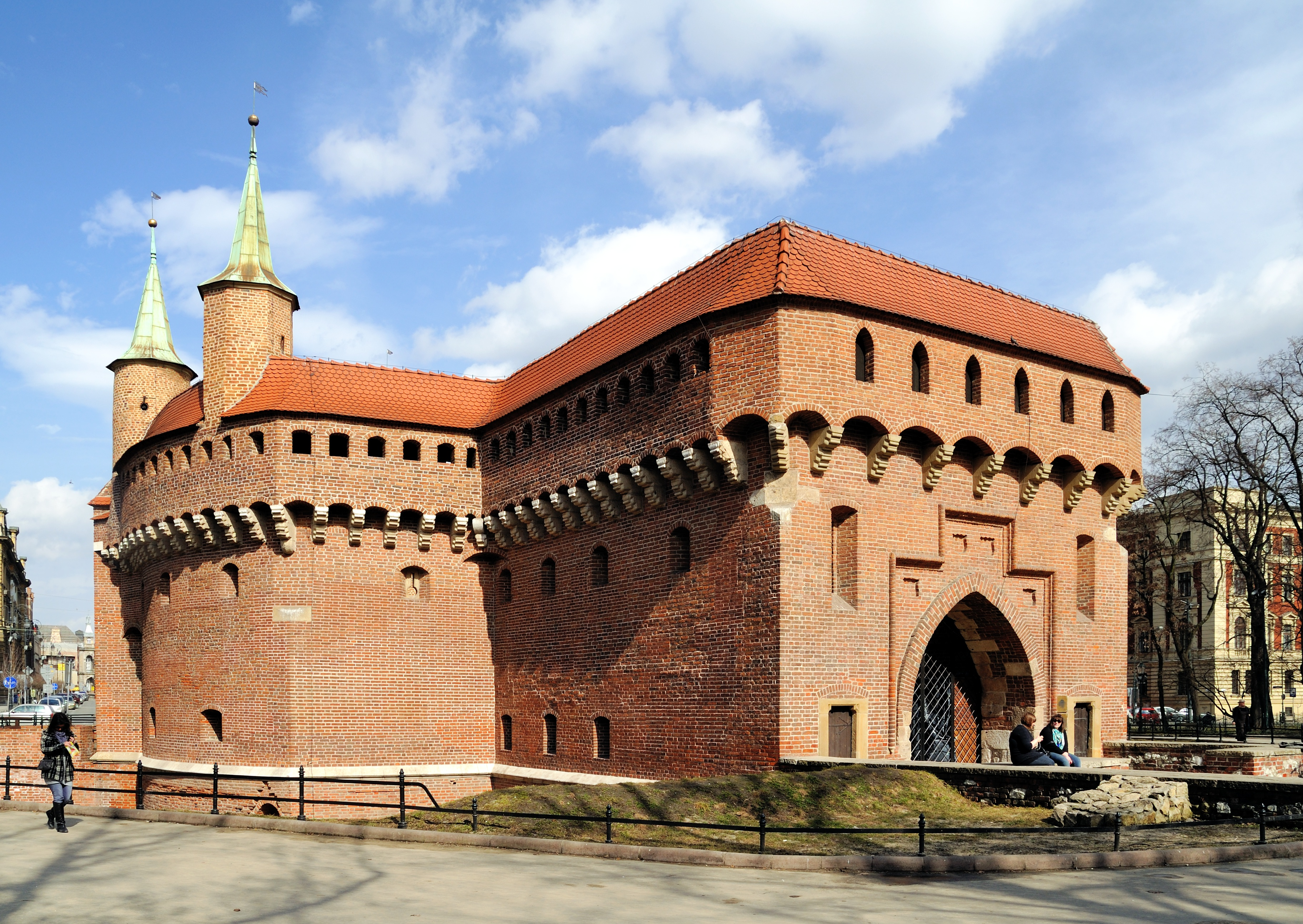
Poarta spre pasajul interior de faţă cu Poarta Florian spre sud.